# Спіромакромолекула
Спі́ромакромоле́кула (англ. spiro macromolecule) — двониткова макромолекула, що складається з неперервної послідовності циклів, в якій суміжні цикли або структурні ланки зв'язані між собою лише одним спільним атомом.